# Campionati europei di ciclismo su strada - Cronometro femminile Elite
La cronometro femminile Elite è una delle prove disputate durante i Campionati europei di ciclismo su strada. La prima edizione risale al 2016.

## Albo d'oro
Aggiornato all'edizione 2024.
| Anno | Vincitore            | Secondo              | Terzo                |
| ---- | -------------------- | -------------------- | -------------------- |
| 2016 | Ellen van Dijk       | Anna van der Breggen | Ol'ga Zabelinskaja   |
| 2017 | Ellen van Dijk       | Ann-Sophie Duyck     | Anna van der Breggen |
| 2018 | Ellen van Dijk       | Anna van der Breggen | Trixi Worrack        |
| 2019 | Ellen van Dijk       | Lisa Klein           | Lucinda Brand        |
| 2020 | Anna van der Breggen | Ellen van Dijk       | Marlen Reusser       |
| 2021 | Marlen Reusser       | Ellen van Dijk       | Lisa Brennauer       |
| 2022 | Marlen Reusser       | Ellen van Dijk       | Riejanne Markus      |
| 2023 | Marlen Reusser       | Anna Henderson       | C. Schweinberger     |
| 2024 | Lotte Kopecky        | Ellen van Dijk       | C. Schweinberger     |

## Medagliere
| Pos.   | Nazione       | Oro | Argento | Bronzo | Totale |
| ------ | ------------- | --- | ------- | ------ | ------ |
| 1      | Paesi Bassi   | 5   | 6       | 3      | 14     |
| 2      | Svizzera      | 3   | 0       | 1      | 4      |
| 3      | Belgio        | 1   | 1       | 0      | 2      |
| 4      | Germania      | 0   | 1       | 2      | 3      |
| 5      | Gran Bretagna | 0   | 1       | 0      | 1      |
| 6      | Austria       | 0   | 0       | 2      | 2      |
| 7      | Russia        | 0   | 0       | 1      | 1      |
| Totale | Totale        | 9   | 9       | 9      | 27     |